# Барановський Володимир Євгенович
Барановський Володимир Євгенович — український політик, від 23 квітня 2014 по 23 грудня 2014 — колишній голова Кам'янець-Подільської районної державної адміністрації, голова Кам'янець-Подільської районної організації ВО «Свобода».
Політичну діяльність розпочав у 2004 році як член Української республіканської партії «Собор».
Раніше — вчитель Боришківецької загальноосвітньої школи. На виборах до Верховної Ради України у 2012 № 147 у виборчому списку Всеукраїнського об'єднання «Свобода»
На позачергових виборах до Верховної Ради України кандидат по 193 виборчому округу, самовисуванець.